# 水島駅
水島駅（みずしまえき）は、岡山県倉敷市水島東千鳥町にある、水島臨海鉄道の駅である。駅番号はMR8。倉敷市水島地域の代表駅である。

## 歴史

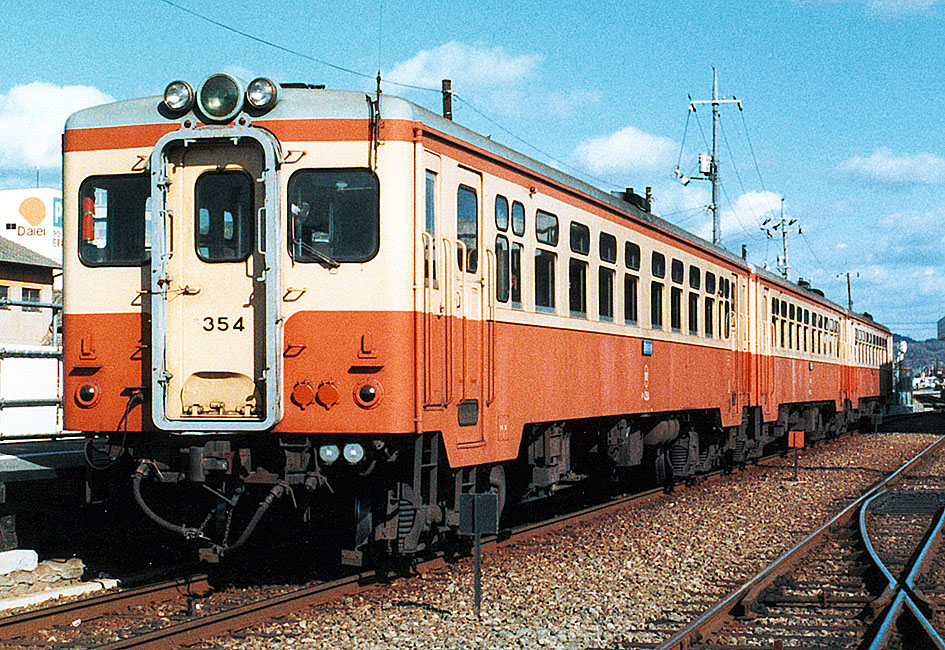
ホーム（1985年頃、地上駅時代）

- 1943年（昭和18年）7月：三菱重工業水島航空機製作所（現在の三菱自動車水島製作所）専用鉄道の岡山工場駅として開業[1]。
- 1948年（昭和23年）8月20日：岡山工場駅を水島駅に改称し、旅客輸送を開始[1]。
- 1952年（昭和27年）4月1日：倉敷市が水島工業都市開発から施設譲受し、倉敷市交通局の駅となる。
- 1970年（昭和45年）4月1日：水島臨海鉄道が倉敷市交通局から施設譲受し、水島臨海鉄道の駅となる。
- 1983年（昭和58年）4月1日：西埠頭線の起点が当駅から三菱自工前駅に変更。
- 1992年（平成4年）9月7日：高架化完成[2]。これに伴って日中に限り駅員が配置される。

## 駅構造

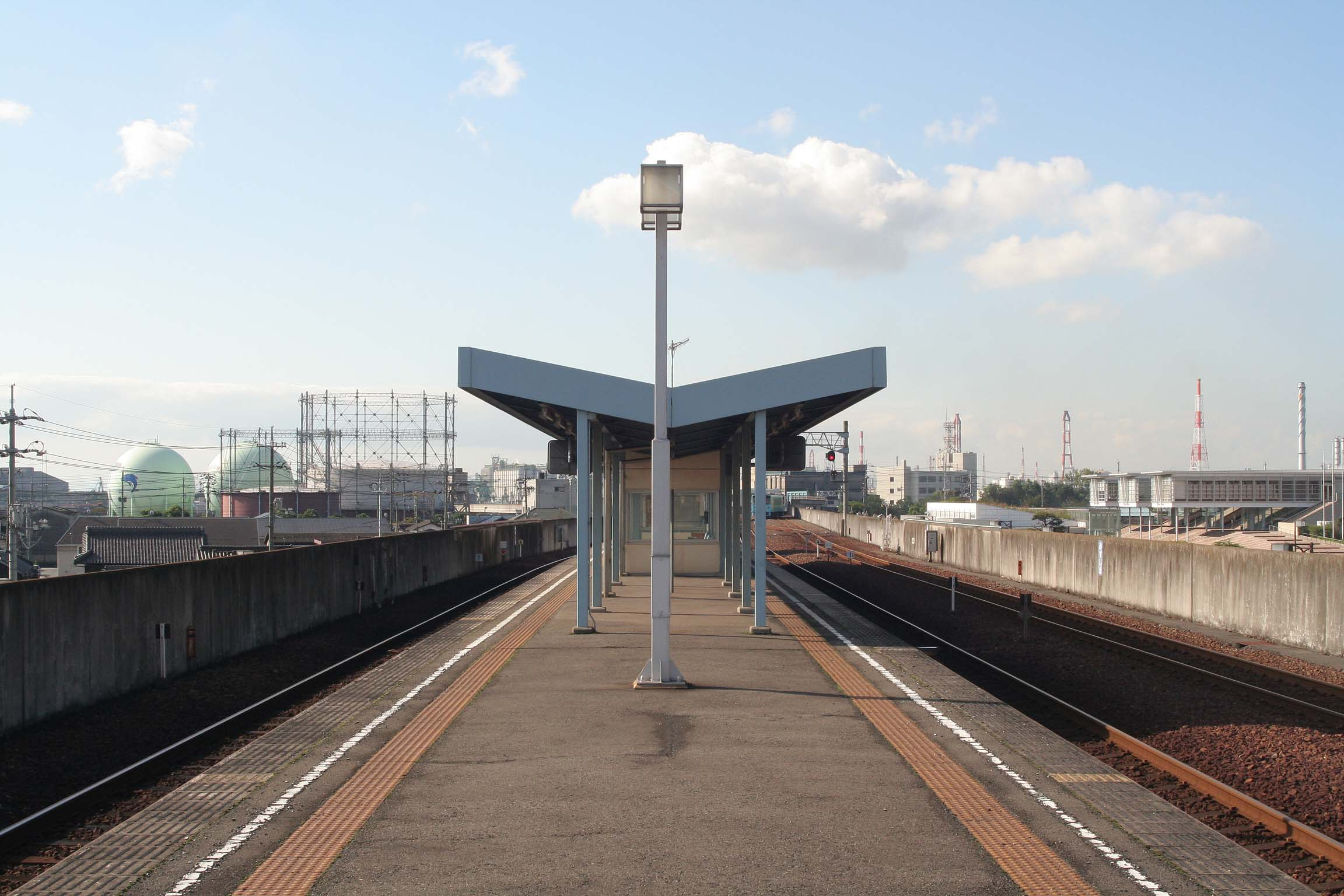
ホーム（2007年10月、高架化後。右側に貨物用の側線がある）

島式ホーム1面2線の高架駅で、貨物用の側線がある。エレベーターが設置されている。トイレは高架下に、待合室はホーム上にある。
日中時間帯は窓口で定期券・回数券を購入できる。

### のりば
| のりば | 路線      | 方向 | 行先           |
| ------ | --------- | ---- | -------------- |
| 1・2   | ■水島本線 | 上り | 倉敷市行き     |
| 1・2   | ■水島本線 | 下り | 三菱自工前行き |

付記事項
- 日中時間帯と夜間の一部列車は当駅で折り返しとなる。
- 1992年（平成4年）に高架化されるまでは、単式ホーム1面1線＋貨物通過用1線の地上駅で、終日無人であった。また、駅の南側の国道430号と交わる所にあった踏切は有人式であった。

## 利用状況
1日平均乗車人員および乗降人員の推移は下記の通り。
| 年度   | 1日平均 乗車人員 | 1日平均 乗降人員 |
| ------ | ---------------- | ---------------- |
| 1999年 | 791              | 1,542            |
| 2000年 | 733              | 1,422            |
| 2001年 | 608              | 1,368            |
| 2002年 | 543              | 1,302            |
| 2003年 | 532              | 1,287            |
| 2004年 | 498              | 1,212            |
| 2005年 | 485              | 1,239            |
| 2006年 | 479              | 1,306            |
| 2007年 | 463              | 1,290            |
| 2008年 | 474              | 1,324            |
| 2009年 | 453              | 1,267            |
| 2010年 | 468              | 1,280            |
| 2011年 | 585              | 1,170            |
| 2012年 |                  |                  |
| 2013年 | 624              | 1,248            |
| 2014年 | 602              | 1,205            |
| 2015年 | 639              | 1,278            |
| 2016年 | 648              | 1,298            |
| 2017年 | 662              | 1,324            |
| 2018年 | 663              | 1,327            |
| 2019年 | 641              | 1,283            |
| 2020年 | 433              | 865              |
| 2021年 | 414              | 830              |
| 2022年 | 446              | 895              |

## 駅周辺
東側に住宅地、南側に三菱自動車やJFE西日本水島地区関連の工場、駅西側に駅前ロータリーがある。
- 水島ノヴァシティ
  - 倉敷市水島体育館
- 倉敷市環境交流スクエア（水島愛あいサロン）
- 三菱自動車工業水島製作所
- イオンタウン水島ショッピングセンター
- 百十四銀行水島支店
- 水島ガス
- コープリハビリテーション病院
- 水島港湾合同庁舎
  - 第六管区海上保安本部水島海上保安部
  - 岡山運輸支局水島海事事務所
  - 神戸税関水島税関支署
- 国道430号
- 岡山県道188号水島港線
- 水島彫刻通り[4]
- 八間川通り

## バス路線
駅前に岡山中学校・高等学校へ向かうスクールバス（水島ライナー）乗り場が設けられている。

## その他
- 19台分のパークアンドライド用駐車場がある[6]。
- 瀬戸大橋開通以前は、駅南方の水島港から三洋汽船の丸亀行きのフェリーが運航されており、全国版の時刻表に当路線が港へのアクセスとして掲載されていた。
- 駅前には高架化事業の完成を記念した彫刻モニュメントが設置されている[7]。

## 隣の駅
水島臨海鉄道
■水島本線
常盤駅（MR7） - 水島駅（MR8） - 三菱自工前駅（MR9）
港東線（貨物のみ）
水島駅 - 東水島駅